# Eutelsat 48A
Eutelsat 48A (известен также под названиями Hotbird 2, Eurobird 9 и Eutelsat W48) — коммерческий геостационарный телекоммуникационный спутник, принадлежавший французскому спутниковому оператору Eutelsat.

## Запуск и обслуживание
В начале 1994 года компания Matra Marconi выиграла тендер право на запуск спутника Hotbird 2 из серии Hotbird Plus, который был запущен 21 ноября 1996 года с космодрома на мысе Канаверал на платформе Eurostar 2000+ с помощью ракеты-носителя Atlas 2A.
До лета 2009 года находился в точке стояния 13° в. д., а затем в связи с запуском спутников Hot Bird 7A и Hot Bird 8 переименован в Eurobird 9 и переведён на долготу 9° в. д.
После запуска летом 2009 года спутника Eurobird 9A переведён на позицию 48° в. д. (переименован в Eutelsat W48). 1 марта 2012 года переименован официально в Eutelsat 48A.
В апреле—мае 2017 года выведен из эксплуатации и направлен на орбиту захоронения.

## Характеристики
Спутник обеспечивал вещание спутниковых телеканалов в Центральной Европе (суперлуч), на Ближнем Востоке и в Центральной Азии (широкий луч). На спутнике были установлены 20 транспондеров в Ku-диапазоне: транспондеры на 36 МГц могли переключаться в так называемый полутранспондерный режим, ещё 6 транспондеров работали в диапазоне 12/11 ГГц.
Каналы, транслируемые с Hot Bird 2, транслировались в цифровом стандарте (формат MPEG-2). В частности, спутник обеспечивал вещание англоязычного канала France 24 на частоте 11727 Гц и пакета KabelKiosk на частотах 11727 и 11766 Гц. Помимо этого, транслировались:
| Транспондер | Частота    | Поляризация | Пучок | Канал             | Тип трансляции |
| ----------- | ---------- | ----------- | ----- | ----------------- | -------------- |
| 50          | 11,727 ГГц | V           | Wide  | RTP Internacional | Аналоговая     |
| 51          | 11,747 ГГц | H           | Wide  | EDTV Dubai        | Аналоговая     |
| 52          | 11,766 ГГц | V           | Super | RAI               | Цифровая       |
| 53          | 11,785 ГГц | H           | Super | Phoenix 1.4.97    | Аналоговая     |
| 54          | 11,804 ГГц | V           | Super | RAI               | Цифровая       |
| 55          | 11,823 ГГц | H           | Super | NetHold           | Цифровая       |
| 56          | 11,843 ГГц | V           | Super | STET              | Цифровая       |
| 57          | 11,862 ГГц | H           | Super | NetHold           | Цифровая       |
| 58          | 11,881 ГГц | V           | Super | STET              | Цифровая       |
| 59          | 11,900 ГГц | H           | Super | NetHold           | Цифровая       |
| 60          | 11,919 ГГц | V           | Super | RTI Mediaset      | Цифровая       |
| 61          | 11,938 ГГц | H           | Super | TPS France        | Цифровая       |
| 62          | 11,958 ГГц | V           | Super | Telepiu           | Цифровая       |
| 63          | 11,977 ГГц | H           | Super | Svenska Kabel     | Цифровая       |
| 64          | 11,996 ГГц | V           | Super | Telepiu           | Цифровая       |
| 65          | 12,015 ГГц | H           | Super | ART Europe        | Аналоговая     |
| 66          | 12,034 ГГц | V           | Super | Telepiu           | Цифровая       |
| 67          | 12,053 ГГц | H           | Super | Svenska Kabel     | Цифровая       |
| 68          | 12,072 ГГц | V           | Super | Telepiu           | Цифровая       |
| 69          | 12,092 ГГц | H           | Wide  | NBC               | Аналоговая     |